# Dave Cowens
David William Cowens (født 25. oktober 1948) er en amerikansk tidligere professionel basketballspiller, og senere basketballtræner, som spillede 11 sæsoner i NBA. Han blev kåret som ligaens Most Valuable Player i 1973.

## Spillerkarriere

### Boston Celtics
Cowens blev draftet af Boston Celtics med det 4. valg i 1970 NBA draften. Cowens imponerede i sin debutsæson, blev kåret som delt Rookie of the Year sammen med Geoff Petrie.
Cowens blev i sin anden sæson valgt til sin første All-Star kamp. 1972-73 sæsonen, Cowens tredje i ligaen, ville dog blive hans bedste. For første gang i hans karriere scorede han 20+ point per kamp, og ledte Celtics til at være det bedste hold i ligaen. Cowens blev kåret som ligaens Most Valuable Player for sæsonen.
Cowens ledte sæsonen efter Celtics til finalen, hvor de mødte Milwaukee Bucks. En tæt 7-kamps serie var til følge, med takke være en stor kamp fra Cowens i den 7. og sidste kamp, så vandt Celtics hermed deres 12. mesterskab. Celtics vendte i 1975-76 sæsonen tilbage i NBA finalen, hvor de mødte Phoenix Suns. Celtics vandt overbevisende her, og Cowens vandt sit andet mesterskab.
Cowens valgte overraskende nok efter 1976 mesterskabet af at stoppe med at spille i en alder af kun 28 år, hvilke mange mener var som resultat af hans gode ven Paul Silas havde forladt Celtics. Cowens pensionering varede dog ikke længe, og efter 30 kampe i 1976-77 sæsonen vendte han tilbage. Han kunne dog aldrig opnå de samme statistiker han havde før hans pause.
Efter træner Satch Sanders var blevet fyret i begyndelsen af 1977-78 sæsonen, blev Cowens gjort til spillede træner for Celtics, dog var dette ingen succes, og Celtics sluttede blandt de værste hold i ligaen, og Cowens vendte tilbage til at være bare spiller efter sæsonen.
Cowens gik på pension efter 1979-80 sæsonen.

### Milwaukee Bucks
Cowens vendte tilbage fra sin pension for 1982-83 sæsonen som del af Milwaukee Bucks holdet, efter at hans gode kammerat og den daværende Bucks træner Don Nelson havde bedt om hans hjælp. Efter sæsonen gik han på pension for tredje gang som spiller, som ville blive hans sidste.

## Trænerkarriere
Cowens trænerkarriere begyndte som spillede træner for Celtics i 1977-78 sæsonen. Hans karriere som fuldtidstræner begyndte med Bay State Bombardiers, et hold spillede i Continental Basketball Association i 1984.
Efter en pause fra basketball, vendte han tilbage til NBA som assistenttræner for San Antonio Spurs mellem 1994-96. Han fik sit første job som fuldtidstræner med Charlotte Hornets i 1996, og holdte rollen frem til 1999.
Han vendte tilbage som træner i 2005, da han blev træner for Chicago Sky i Women's National Basketball Association. Han var sidst assistenttræner for Detroit Pistons mellem 2006 og 2009.